# Domingo Tortorelli
Domingo Tortorelli (Montevideo, 22 de mayo de 1902-1990) fue un político uruguayo candidato a la Cámara de Representantes de Uruguay en 1938 y a Presidente de Uruguay en las elecciones generales de 1942 y 1950.
Tortorelli se hizo conocido por propuestas descabelladas como la instalación de canillas de leche en las esquinas, la construcción de una ruta en bajada entre Montevideo y el departamento de Rivera y las jornadas laborales de quince minutos.

## Biografía
Tortorelli nació en Montevideo, hijo de Luis Tortorelli, un agrimensor y comerciante, y Catalina Lucrecia D'Alessandro. Estudió agronomía pero la abondonó para dedicarse al trabajo de granja. Se casó con Anatolia Manrupe, una mujer adinerada mayor que él, que financiaba sus campañas y lo acompañaba en sus discursos.
Influenciado por Benito Mussolini y Juan Domingo Perón, Tortorelli solía pronunciar sus discursos desde el balcón de su casa ubicada en la proximidad del cruce de las calles 18 de Julio y Dr. Juan Paullier. En una de sus campañas llegó a pronunciar 602 discursos. La concurrencia a sus apariciones públicas era tal que incluso se llegó a detener el tránsito y el fervor con el que transmitía sus ideas lo llevaron en ocasiones a pedirle a sus críticos que se retiraran. Llegó a ser conocido entre sus seguidores como «el DDT político» (por sus iniciales Don Domingo Tortorelli).
Existen variadas anécdotas acerca de las ideas que proponía en caso de ser electo presidente. Entre sus propuestas más conocidas, se incluian la colocación de canillas gratuitas de leche en las esquinas, jornada laboral de 15 minutos y la construcción de una carretera en bajada entre Rivera y Montevideo para ahorrar combustible. Sostuvo que mediante una ley le iba a asignar un empleo público a cada ciudadano una vez cumplidos los dieciocho años de edad. Asimismo, decretaría el matrimonio obligatorio para todos los uruguayos al alcanzar los veinticinco años de edad, con el propósito de promover la natalidad. Propuso la idea de transformar Valle Edén (departamento de Tacuarembó) en una zona turística con góndolas similar a Venecia. Otras de las propuestas dirigidas al interés popular era la instalación de cines gratuitos, techar el estadio Centenario y la baja de precios de alimentos y vino. Tortorelli promovía su programa de gobierno a través de un órgano oficial de su partido, el periódico La Voz de Tortorelli.
Se presentó como candidato a Presidente de Uruguay en tres ocasiones. En 1938 se presentó como candidato a la Cámara de Representantes de Uruguay como parte del partido La Concordancia con la lista número 200. La fórmula estaba compuesta por Tortorelli y Manrupe en segundo lugar. Solo se presentó en Montevideo y obtuvo 69 votos. En las elecciones de 1942, se presentó a la presidencia con Luis Pagani como candidato a vicepresidente y alcanzó los 40 votos. Se volvió a presentar en 1950 con el partido La Concordancia Laborista, con Manrupe, y obtuvo 38 votos.
Aunque nunca recibió respaldo como candidato, una multitud asistía a sus discursos y se volvió popular. La frase «digno de Tortorelli» se comenzó a utilizar posteriormente para referirse a ideas descabelladas propuestas por otros políticos uruguayos. Tortorelli inspiró la creación del candidato ficticio Pinchinatti por parte del actor Ricardo Espalter. En 2019, el entonces presidente uruguayo Tabaré Vázquez comparó las propuestas del candidato Juan Sartori con las de Tortorelli.